# Stuart Dallas
Stuart Alan Dallas (Cookstown, 19 aprile 1991) è un ex calciatore nordirlandese, di ruolo centrocampista o difensore.

## Caratteristiche tecniche
Era un esterno destro, impiegabile pure come terzino, che aveva uno stile di gioco aggressivo e che partecipava alla dimensione offensiva del gioco portando il pallone o accompagnando la manovra per offrire soluzioni di passaggio fino a diventare il terminale offensivo della sua squadra grazie ai suoi inserimenti nell'area avversaria.

## Carriera

### Nazionale
Viene convocato per gli Europei 2016 in Francia.

## Palmarès

### Club

#### Competizioni nazionali
- Irish Football League Cup: 1

Crusaders: 2011-2012
- Campionato inglese di seconda divisione: 1

Leeds United: 2019-2020

### Individuale
- Calciatore dell'anno (Irlanda del Nord): 1

2010-2011